# 바우만스카야역
바우만스카야역(러시아어: Бауманская)은 모스크바 지하철 아르바츠코 포크롭스카야 선의 역이다. 역명은 혁명가 니콜라이 바우만의 이름을 따서 명명되었다. 보리스 이오판(Boris Iofan)과 유리 젠케비치(Yury Zenkevich)가 설계하여 1944년에 개관하였다. 디자인은 둥근 모서리를 가진 하얀 대리석 패롱, 투영, 붉은 세라믹 타일로 면한 플랫폼과 장식용 통풍 그릴 등을 특징으로 한다. 각 교각들 사이의 베이에는 V.A.의 청동 조각품들이 있다. 제2차 세계 대전 당시 러시아 군인과 내무전선의 노동자들을 묘사한 부분을 내포하였고, 연단 끝에는 블라디미르 레닌의 모자이크 초상화가 그려져 있다. 본 역은 바우만 모스크바 국립 공학대학교와 멀지 않은 곳에 위치하고 있어 이용객이 많다.

## 역사
이 역은 1944년 1월 18일에 개통하였다.

## 개요
바우만스카야 역은 모스크바 메트로에서 두 번째로 사람이 많은 역이다. 역 내 에스컬레이터는 가장 오래되었다.
본 역 근처에는 바우만 모스크바 주립 공과대학 본관과 모스크바 주립 토목대학 그리고 모스크바 주립 법학아카데미 등 최소 3개의 주요 대학이 있다.

## 사진

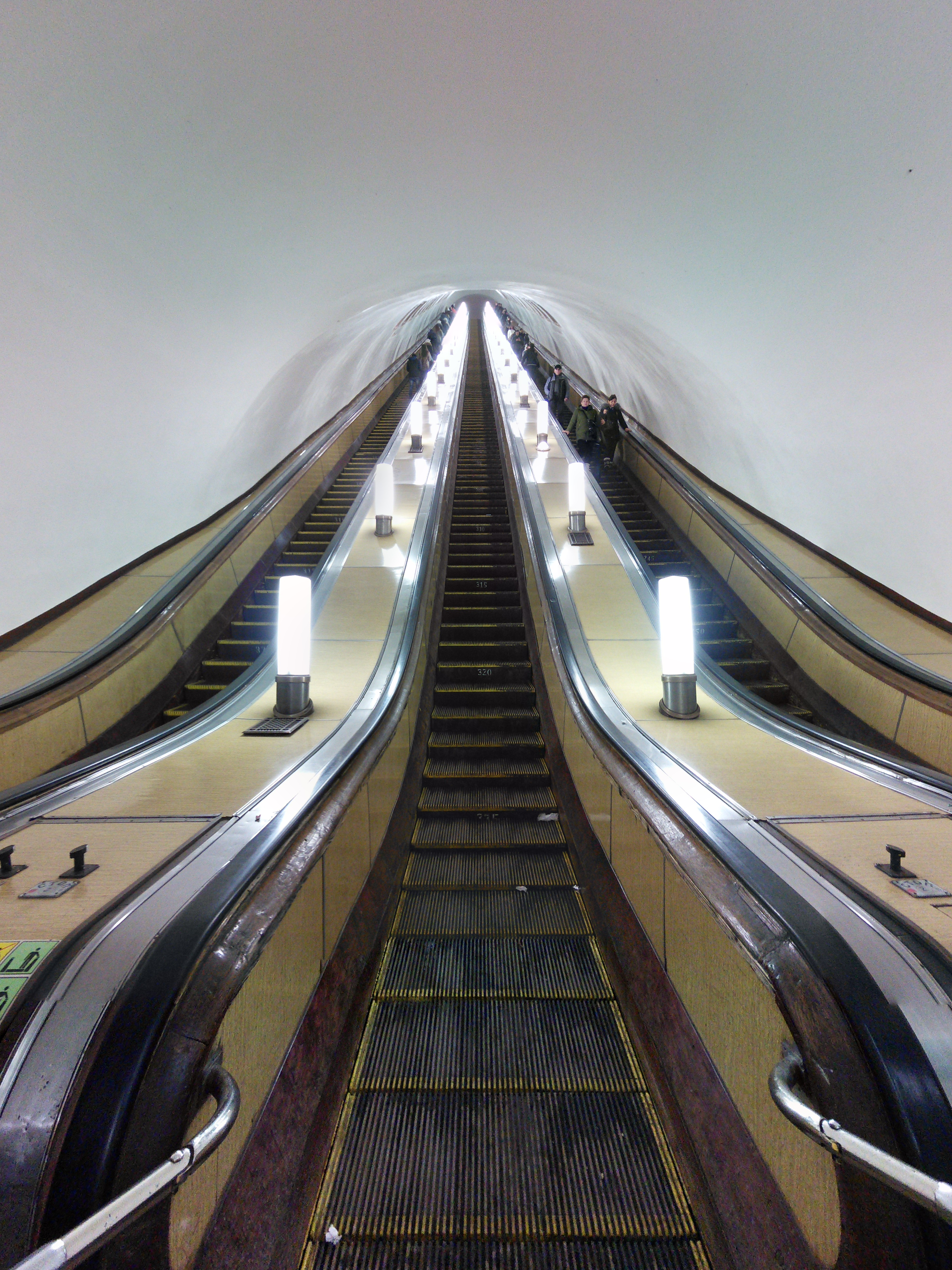
에스컬레이터
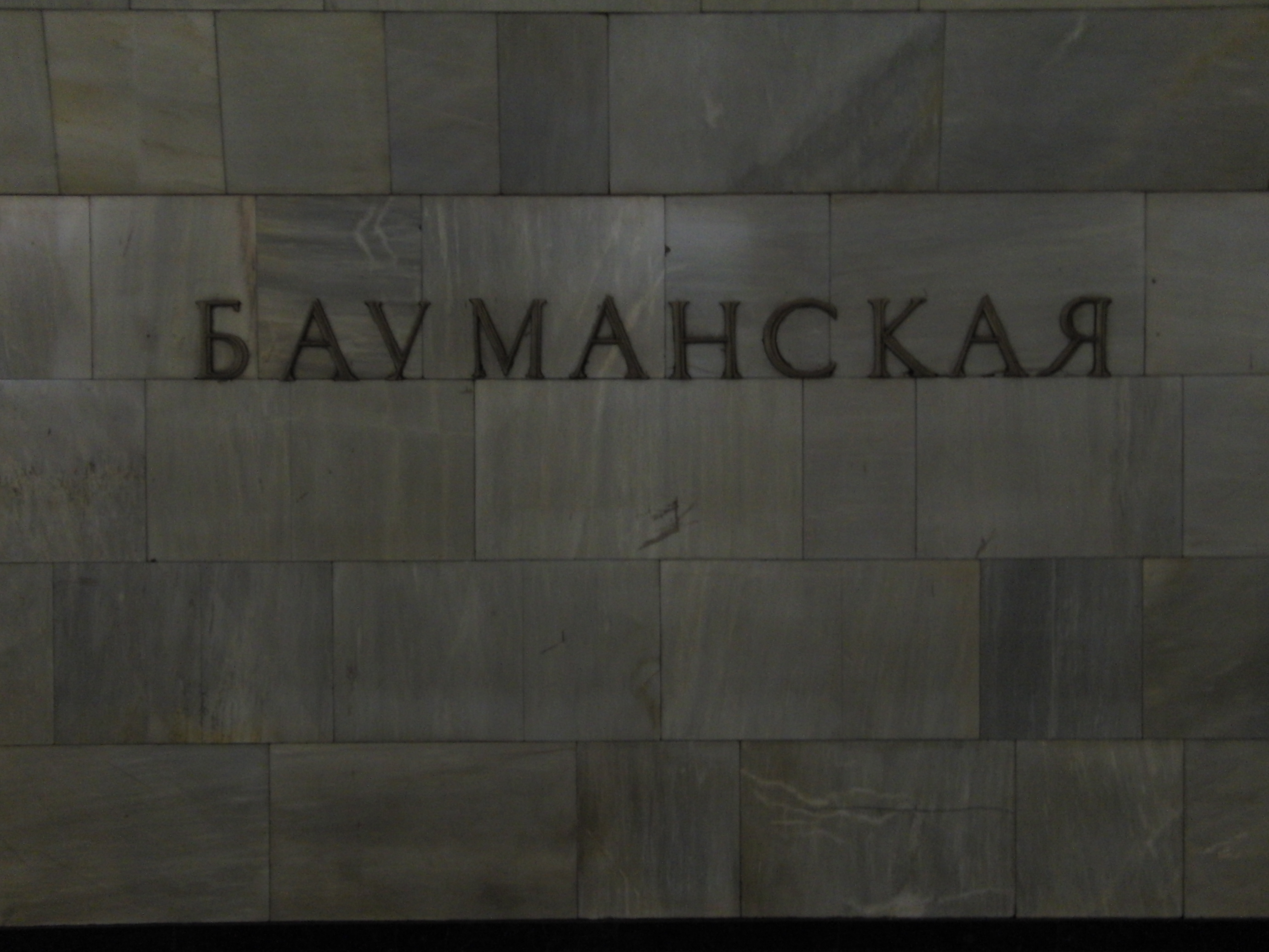
역명판